# Flaggen des Reichsbundes Deutsche Jägerschaft
Die Flaggen des Reichsbundes Deutsche Jägerschaft waren die in der Zeit des Nationalsozialismus von der Einheitsorganisation der Deutschen Jäger verwendeten Flaggen und Wimpel.

## Die Deutsche Jägerschaft
Vom Ziel, alle privaten Vereinigungen während der NS-Zeit zentralistisch zu organisieren, waren auch die deutschen Jäger betroffen. Alle bürgerlich-rechtlichen Jagdvereine wurden aufgelöst und unter die Kontrolle des am 3. Juli 1934 gegründeten Reichsbundes Deutsche Jägerschaft gebracht. Wie auch anderswo in dieser Zeit wurde die als Körperschaft des öffentlichen Rechts gegründete Jägerschaft nach dem Führerprinzip durchorganisiert. So stand an der Spitze der so genannte Reichsjägermeister in der Person von Hermann Göring. In der Hierarchie absteigend wurden Landes-, Gau- und Kreisjägermeister eingeführt. Der Reichsbund Deutsche Jägerschaft wurde am 12. Oktober 1945 aufgelöst.

## Flaggen der Deutschen Jägerschaft

Fahne der Deutschen Jägerschaft mit offiziellem Symbol

Das bereits vom Allgemeinen Deutschen Jagdschutzverein traditionell verwendete Hirschgeweih-Symbol als Jagdtrophäe wurde auch in der Deutschen Jägerschaft weiterhin gezeigt. Nach der Machtübernahme der Nationalsozialisten im Jahr 1933 wurde dieses durch Ergänzung eines Hakenkreuzes nazifiziert. In den Anfangsjahren waren noch keinerlei genaue Bestimmungen über das Aussehen von Symbolen bzw. Flaggen der Jägerschaft vorhanden. Daher wurden diese recht frei gestaltet und es gab sie in zahlreichen Variationen. Hermann Göring als Reichsjägermeister legte im November 1937 die Flaggen der Deutschen Jägerschaft fest. Damit wurden auch dieser Organisation legalisierte Flaggen und Wimpel zugestanden. Somit sollten insbesondere die in Kraftfahrzeugen befindlichen Personen der Jägerschaft unmittelbar identifizierbar sein. Alle Flaggen wurden aus resedagrünem Tuch hergestellt und trugen das Abzeichen der Deutschen Jägerschaft. Dieses war hellgrau gefärbt, hatte schwarze Konturen, wobei das darunter liegende Band in einem dunkleren Grau gehalten war. Das Hakenkreuz sowie die Buchstaben „DJ“ waren schwarz ausgefüllt. Angehörige der obersten Führungsspitze zeigten ein stilistisch abgeändertes Abzeichen ohne die Buchstaben „DJ“. Dieses war gänzlich goldfarben gehalten. Obwohl seit dem Jahr 1937 die Flaggen und Wimpel gesetzlich festgelegt waren, existierten auch nach diesem Zeitpunkt offenbar zahlreiche Phantasieflaggen. So hielt man sich nicht an die beschriebenen Farbgebungen des Abzeichens, der Wimpel- bzw. Flaggenränder oder der stilistischen Ausgestaltung der Trophäe. Auf diesen Sachverhalt wird selbst im Uniformenmarkt von 1942 hingewiesen, in dem erklärt wird, dass es zahlreiche Eigenkreationen der Flaggen und Wimpel gäbe, wobei jedoch die offiziellen Vorschriften unverändert Gültigkeit besäßen. Offenbar wurden jedoch keinerlei behördliche Maßnahmen ergriffen, um eine Vereinheitlichung zu erzwingen.

### Offizielle Kraftfahrzeug-Flaggen seit 1937

1
2
3

1 = Reichsjägermeister, 25 × 25 cm, mit einem etwa 1,5 cm breiten, goldfarbenen Rand umgeben. Goldfarbene Aufschrift in Fraktur: „Der Reichsjägermeister“

2 = Stab des Reichsjägermeisters, Wimpel 20 × 30 cm, mit einem 1 cm breiten, goldfarbenen Rand umgeben. Goldfarbene, zweizeilige Aufschrift in Fraktur: „Stab Reichsjägermeister“

3 = Mitglieder des Reichsjagdrats, 20 × 33,5 cm, an drei Seiten von einer 4 mm breiten goldfarbenen Schnur eingefasst

1
2
3
4

1 = Landesjägermeister, 20 × 33,5 cm, dreiseitig mit einer 4 mm breiten aluminiumfarbenen Schnur eingefasst, vom Außenrand 5 mm entfernt, eine 10 mm breite aluminiumfarbene Borte, vierseitig angebracht

2 = Gaujägermeister, Wimpel 20 × 30 cm, an den Längsseiten mit einer 4 mm breiten aluminiumfarbenen Schnur eingefasst, vom Außenrand 5 mm entfernt, eine 10 mm breite, aluminiumfarbene Borte, dreiseitig angebracht.

3 = Kreisjägermeister, Wimpel wie Gaujägermeister, jedoch ohne die 10 mm breite Borte

4 = Mitglieder der Deutschen Jägerschaft, Wimpel wie Kreisjägermeister, jedoch ohne die 4 mm breite aluminiumfarbene Schnur.

### Inoffizielle Flaggen (Beispiele)

1
2
3

1 = Stander eines Gaujägermeisters (nach 1937). Obwohl dieser Dienststellung offiziell lediglich ein Wimpel zustand, wurden offensichtlich auch Stander geduldet, die zudem noch mit goldfarbenen Symbolen bzw. Aufschriften versehen wurden. Auch zusätzliche Angaben, wie die Benennung des Gaus waren zu sehen.

2 = Wimpel, (Verwendungszeitraum unbekannt). Der möglicherweise ebenfalls von einem Gaujägermeister benutzte Wimpel zeigte goldfarbene Borten bzw. Symbole, was bei Wimpeln offiziell nur beim Stab des Reichsjägermeisters vorkam.

3 = Hängebanner, (Verwendungszeitraum unbekannt). Das Symbol der Deutschen Jägerschaft wird hier in einer vereinfachten Form gezeigt, auch wurde die Farbgebung des Bandes oder auch des Hakenkreuzes gegenüber der offiziellen Version geändert.